# Gare de Soveria
Gare de Soveria vasútállomás Franciaországban, Soveria településen.

## Vasútvonalak
Az állomást az alábbi vasútvonalak érintik:
- Bastia-Ajaccio-vasútvonal

## Kapcsolódó állomások
A vasútállomáshoz az alábbi állomások vannak a legközelebb:
- Gare de Francardo
- Gare de Corte